# Zuidwestelijke Universiteit voor Nationaliteiten
De Zuidwestelijke Universiteit voor Nationaliteiten (西南民族大学) is een kleine universiteit in Chengdu, de hoofdstad van de provincie Sichuan in de Volksrepubliek China.
De studentenpopulatie aan de universiteit bestond uit minderheden. Rond de jaren '90-'00 werd de universiteit ook opengesteld voor Han-Chinezen en buitenlanders.
De belangrijkste campus is gevestigd in de zuidwestelijke sectie van Chengdu, aan yihuánlù, de 1e ringweg. De andere twee campussen staan in het arrondissement Shuangliu nabij het Chengdu Shuangliu International Airport. De andere, Taipingyuan ligt buiten de 2e ringweg.
Aan de universiteit studeerde onder meer de schrijfster Woeser.